# Выгонный, Альберт Георгиевич
Альберт Георгиевич Выгонный (р. 12.07.1938) — советский и белорусский инженер, специалист в области машиноведения, систем приводов и деталей машин, лауреат Государственной премии СССР (1970).
Родился 12 июля 1938 года в г. Калинковичи Гомельской области. Член КПСС с 1963 года.
Окончил Минский автомеханический техникум (1957) и вечернее отделение Белорусского политехнического института (1963).
С 1957 года работал на Минском автомобильном заводе: слесарь-испытатель, инженер-испытатель, старший инженер, с 1960 г. начальник конструкторско-испытательного бюро, затем — заместитель главного конструктора.
В 1970 году в составе коллектива присуждена Государственная премия СССР — за создание конструкции унифицированной семьи высокопродуктивных большегрузных транспортных автомобилей, автопоездов и автосамосвалов МАЗ-500 и организацию их выпуска на Минском автомобильном заводе.
В 1972 году защитил кандидатскую диссертацию:
- Исследование продольной неравномерности распределения нагрузки в зубчатом (шлицевом) соединении от закручивания втулки и вала : диссертация … кандидата технических наук : 05.00.00 / А. Г. Выгонный. — Минск, 1972. — 230 с. : ил.

В 2014 году указан как доцент кафедры теоретической и прикладной механики механико-математического факультета Белорусского государственного университета.
По состоянию на 2021 год — ведущий научный сотрудник отдела моделирования виртуальных испытаний Республиканского компьютерного центра машиностроительного профиля Объединённого института машиностроения НАНБ, г. Минск.
Соавтор учебника:
- Автомобили: основы проектирования : учебное пособие для вузов по спец. «Автомобили и тракторы» / [М. С. Высоцкий, А. Г. Выгонный, Л. Х. Гилелес, С. Г. Херсонский]; под ред. М. С. Высоцкого. — Минск : Вышэйшая школа, 1987. — 152 с.: ил.